# Zalmoxis
Zalmoxis (altgriechisch Ζάλμοξις Zálmoxis, auch Σάλμοξις Sálmoxis, Ζάμολξις Zámolxis oder Σάμολξις Sámolxis) ist eine Gottheit der Geten in der antiken griechischen Mythologie, welche den Verstorbenen ewiges Leben schenkt.
Herodot zufolge wurde dem Zalmoxis alle fünf Jahre ein Bote gesandt, dem jeder seine Bitten und Wünsche mit auf den Weg geben konnte. Hierzu packte man den Boten an Händen und Füßen und ließ ihn so in dafür aufgestellte Speere fallen. Wurde der Bote auf diese Weise getötet, deutete man dies als gutes Zeichen; blieb er jedoch am Leben, wurde er von den Menschen als „schlechter Kerl“ beschimpft.
Nach einer jüngeren Legende war Zalmoxis ein Thraker oder Gete, der zeitweilig auf der Insel Samos bei dem Philosophen Pythagoras lebte, dessen Sklave und Schüler er war. Später erlangte er die Freiheit und kehrte in seine Heimat zurück. Dort versteckte er sich drei Jahre lang und wurde daher für tot gehalten; als er dann wieder auftauchte, schenkten seine einfältigen Landsleute seinen Erzählungen über ein Überleben des Todes Glauben. Bei dieser Legende handelt es sich um eine Verspottung der pythagoreischen Unsterblichkeitslehre.
Der Autor der frühchristlichen Philosophumena sah Zalmoxis als Lehrer keltischer Druiden: „[....] Zamolxis, der die keltischen Druiden die pythagoreische Philosophie gelehrt haben soll.“
Seit 2012 ist der Zalmoxis Peak nach ihm benannt, ein Berg in der Antarktis.